# Distrito de Huancabamba (Oxapampa)
El distrito de Huancabamba es uno de los ocho distritos que conforman la Provincia de Oxapampa, ubicada en el Departamento de Pasco, bajo la administración del Gobierno Regional de Pasco, Perú.
Desde el punto de vista jerárquico de la Iglesia católica forma parte del Vicariato apostólico de San Ramón.

## Historia
Huancabamba es parte de la historia antigua del Perú y de la región Pasco. Cabe mencionar el estudio de R. Smith, denominado “Donde nuestros Ancestros alguna vez caminaron; Territorialidad y lugares sagrados Amuesha en la Amazonía Andina del Perú Central” (2004), donde el autor señala: “Se ha acumulado evidencia de que por lo menos desde el Período Tardío‐Intermedio (1000‐1400 de nuestra era), es decir, desde que las herramientas de bronce empezaron a circular en los Andes, los Yanesha compartían su territorio con gente de diferentes pueblos Andinos quienes cultivaron coca, ají, y rocoto, entre Huancabamba y Chanchamayo, los Yanesha convivían con poblaciones de los Chinchaycocha, cuyos centros políticos se ubicaban cerca al Lago Junín. Estos pueblos andinos construyeron caminos hasta la ceja de selva o montaña que facilitaban transportar sus productos hasta los centros donde 'vivían sus jefes y paisanos. Los cerros "coronados" con pircas encontrados hoy en Chontabamba y Huancabamba, dan testimonio a la presencia andina en la zona durante esta época. Es de suponer que los Yanesha y los Andinos intercambiaron productos, música, historias y algo de sus idiomas; también deben haber producido matrimonios entre los Yanesha y los distintos pueblos andinos.”[1]
Otra interesante acotación mencionada por (Smith, 2004) es que Fr. Jerónimo Jiménez, tiene el crédito de ser el primero de la orden Franciscana en ingresar desde Chinchaycocha a Huancabamba en 1635. Sin embargo hay referencias anteriores a Huancabamba desde siglo XVI, tal como consta en la carta dirigida al Rey de España en 1586, escrita por Fr. Diego de Porres, mercedario y quien fue doctrinero en Chinchaycocha entre 1554 y 1560: “Por Chinchacocha entre en dos provincias de guerra que se dicen oxamarcas y pilcozones donde con mi predicación saque seis caziques senores de dúo o tiana con mucha gente los quales poble en el valle de Guancabamba veinte leguas de chinchacocha y baptize los caziques y los case y les hize yglessia y puse doctrina los quales están oy en dia subjetos a vuestra majestad “.[2]
“La vida apacible y la escasa población que caracteriza al valle de Huancabamba hoy en día ocultan la importancia económica que una vez tuvo para la sierra vecina de Chinchaycocha y el rol fundamental que Huancabamba jugó como el paso principal para las entradas Incas e Hispanas a la Amazonía central del Perú”.[3]
Más tarde, cuando se empezaron a explotar las minas de plata en los alrededores de Cerro de Pasco entre 1632 y 1642, la actividad minera condujo a un incremento de la de población en el aún escasamente poblado valle de Huancabamba. Pues los centros mineros no podían subsistir sin agricultura y ganadería, dado que tenían que resolver sus problemas logísticos de alimentación y transporte. Así, en función a las explotaciones mineras se establecieron haciendas y estancias, cuya producción de trigo, maíz, aguardiente, carne de cerdo y res, mulas, cueros y sebo se dirigió a satisfacer las necesidades de la población y actividad minera.[4]
Ya para el siglo XVIII el número de misiones se incrementó en la selva central y los misioneros de la “conversión” de Huánuco tuvieron éxito ocupando Huancabamba. Los misioneros españoles y campesinos andinos que vinieron con ellos establecieron las primeras medianas y grandes haciendas, que producían principalmente coca y caña de azúcar para la producción de aguardiente, así el valle de Huancabamba continuó siendo poblado desde la sierra, originándose las haciendas de “Chaupimonte”, “Punchao”, “Naranjal” y “Lanturachi”.
Este estado establecido, fue interrumpido por el levantamiento de Juan Santos Atahualpa, el cual desencadenó una regresión en el proceso de la colonización entre 1742 hasta 1847.
Smith (1988) también menciona: “Bajando desde  Huachón, el valle de Huancabamba se abre en una extensión enorme de tierra plana de aluvial. El valle está rodeado por las cerros de Punchau y Ancahuachanan en el sur; por la montaña masiva y completamente deforestada de Shaypeña (un nombre Amuesha) al Sur Este, con la Cordillera de Yanachaga (ahora el parque nacional de Yanachaga‐ Chemillen) al noreste, en el fondo del valle, y con las montañas de Santa Bárbara al norte, al otro lado del río. A como 1700 m de elevación, es un lugar y clima ideal para coca, azúcar y simplemente vivir. Este valle era el punto de destino del camino y de los pre‐Incas, Incas, españoles, republicanos y alemanes que lo caminaban. La combinación del camino Incaico, zonas arqueológicas en las cimas de los cerros, las terrazas y los templos de guancacuna, una doctrina española en 1558, la colonización hispánica hasta que Juan Santos Atahualpa los desterró en 1745, todos señalan la importancia de este valle desde tiempos tempranos. Hasta ahora no hay una historia documentada de la ocupación española del valle entre 1550‐1745.
Alrededor de 1845, después de una ausencia de 100 años, gente peruana empezó a repoblar el valle. Las transacciones de tierra documentadas más tempranas incluyen las siguientes:
En 1845, la junta de Almonedas del Dpto de Pasco vendió tres parcelas de tierra (Pucucho, Carampoma y Churubamba) por un total de 6050 has. A José Benito Illanes. Estas tierras luego fueron divididas para formar las haciendas de Ranchería, Naranjal, Ramada y Jatumpata.
En 1846, Gregorio Bravo Malpartida compró 6430 has. Y estableció la hacienda Carolina. Parte de estas tierras todavía están siendo trabajadas por sus descendientes.
En 1846, Manuel de la Torre compró 36,638 has. A las cuales llamó "La Descubridora". Hacia el final del siglo, parte de este terreno se convirtió en las haciendas Lanturachi y Espiritupata.
Alrededor del mismo tiempo, Andrés Ames obtuvo el derecho de parcelar 5000 has. Llamadas "Ancahuachanan". Su hijo transfirió este terreno a nombre de Rosa Maurtua en 1868. Este terreno todavía está siendo trabajado por descendientes de Rosa Maurtua.
En 1845, Cipriano Arce y Pedro Torres compraron un terreno de 2874has. Llamado "Santa Ana de Tingo" situado en la confluencia de dos ríos, Huancabamba y Chorobamba.
Probablemente al mismo tiempo, Juan Durand compró un terreno de 22300 has. Llamado "Chilachi" que fue vendido a Carmen Maurtua en 1877.
Todas estas haciendas, que producían aguardiente y chancaca hasta que se les impuso un impuesto durante la presidencia de Leguía, continúan existiendo, algo reducidas en tamaño, muchas de ellas en manos de los familiares que los compraron el siglo pasado.”
También (Smith, 1998) hace referencia, del hecho de que al pie del cerro Mesapata, en la entrada al valle de Huancabamba desde la Sierra, existe un lugar arqueológico. El cual en algún momento fue un altar importante que contenía una gran cantidad de piedras sagradas o “guancas”, cada cual representando un ancestro poderoso espiritual. La tradición oral Yanesha confirma que ellos sabían de este templo y adoraban por lo menos uno de los guancas a quien llamaban Yompor Itetar, hermano del sol, que allí se petrificó. Los residentes antiguos del lugar mencionan que ese lugar se llama Huancabamba y de allí proviene el nombre del valle.
Alrededor de 1875 llegaron a Huancabamba la familia de inmigrantes Böttger originarios de Lübeck, Alemania, el padre Carl Böttger y su esposa la Sra. Elise Treu, tenían seis hijos varones, entre ellos Pablo, Peter y Enrique, después de pasar desde Lima, por la ruta de Cerro de Pasco llegaron a Huancabamba donde habían adquirido tierras en la zona de Ranchería y Yanachaga. Por el año 1879, Karl Böttger estableció la hacienda en Ranchería la cual es ahora propiedad de su nieto Otto Böttger Robertson.
Enrique Böttger Treu, hijo de Carl Böttger, quien falleció en 1945 fue uno de los más prominentes promotores de la fundación d Oxapampa.
En 1881, a pedido de los hacendados y colonos de Huancabamba, los padres Franciscanos del Convento de Ocopa fundaron una misión sobre el río Quillazu y colaboraron de manera decisiva en convencer a los Yanesha a que abandonen sus tierras en los valles de Chontabamba, Llamaquizu, Cantarizu, Grapanazu y Oxapampa para asentarse alrededor de la Misión.
El 27 de noviembre de 1944 bajo la presidencia de Manuel Prado Ugarteche, se publica y aprueba Ley N.º 10030, en la cual se establece que el distrito de Huancabamba se convierta en provincia con el nombre de Oxapampa con los distritos de Oxapampa, Huancabamba, Chontabamba y Villa Rica. Hasta ese entonces Chontabamba, Oxapampa y Palcazú eran anexos de Huancabamba, existiendo el servicio de Correo Nacional e Internacional cuya sede era en la Hacienda Ranchería, vía Cerro de Pasco, Huancabamba continuó siendo el área de mayor desarrollo hasta que se abrió la carretera en 1943 entre San Luis de Shuaro y Oxapampa, lo que unió vía Tarma y Chanchamayo a Oxapampa con Lima.
El 2 de junio de 2010, la UNESCO, reconoce a la provincia de Oxapampa y sus distritos que incluye Huancabamba como Reserva de Biósfera Oxapampa – Asháninka – Yánesha.

## Geografía
- El distrito de Huancabamba está ubicado en la provincia de Oxapampa, a 23 Km de la capital de la provincia
- Huancabamba forma parte de la Selva Central del Perú, con una superficie aproximada de 1 161,78 km².
- sus características comprenden desde la ceja de selva y selva alta, hasta los 3500 m s. n. m.

## Capital
Es el pueblo de Huancabamba, ubicado a 1 666 m s. n. m.

## Autoridades

### Municipales
- 2023 - 2026
  - Alcaldesa: Hilda HILARIO PONCE, Somos Perú (SP)
- 2019 - 2022
  - Alcalde: Juan Magdaleno Quintana Alania, Podemos Perú (PP)
- 2015 - 2018
  - Alcalde: León Alfredo Raymundo Justiniano, Pasco Verde (PV)
- 2011 - 2014[2]
  - Alcalde: Rufo Walter Ruiz Alegre, Concertación en la Región (CELR).
  - Regidores:  Víctor Santos Vásquez (CELR), Ricardo Ponce Tolentino (CELR), Elmer Geremias Hilario Zelada (CELR), Maruja Puente Rojas (CELR), Nicanor Gómez Mirano (PAP).[3]
- 2007 - 2010
  - Alcalde: León Alfredo Raymundo Justiniano, del Partido Aprista Peruano (PAP).

### Policiales
- Comisario:   PNP.

### Religiosas
- Vicariato apostólico de San Ramón[4]